# Ernest (książę Brunszwiku)
Ernest (ur. ok. 1305 r., zm. 1366 lub 1367 r.) – książę Brunszwiku od 1344 r., od 1345 w części księstwa z Getyngą, z dynastii Welfów.

## Życiorys
Ernest był jednym z licznych synów księcia Getyngi i Brunszwiku Albrechta II Tłustego oraz Ryksy, córki księcia Werle Henryka I. Ojciec zmarł, gdy Ernest był jeszcze dzieckiem – swą młodość spędził (wraz ze starszym bratem Magnusem pod opieką najstarszego spośród braci, Ottona Łagodnego. W 1344 r., po śmierci Ottona, który nie pozostawił synów, Magnus i Ernest przejęli rządy w jego księstwie. Rok później podzielili je między siebie: Magnus otrzymał Brunszwik i Wolfenbüttel, a Ernest mniej dochodowe części państwa z Getyngą. 
Jego żoną była Elżbieta, córka landgrafa Hesji Henryka II Żelaznego. Mieli liczne dzieci, następcą Ernesta na tronie w Getyndze został jego najstarszy syn Otto I.